# Elezioni generali nel Regno Unito dell'ottobre 1974
Le elezioni generali nel Regno Unito dell'ottobre 1974 si tennero il 10 ottobre e videro la vittoria del Partito Laburista di Harold Wilson, che divenne Primo Ministro; nel 1976 fu sostituito da James Callaghan, esponente dello stesso partito.

## Risultati
| Liste  | Liste                                 | Voti       | %    | Seggi |
| ------ | ------------------------------------- | ---------- | ---- | ----- |
|        | Laburista                             | 11.457.079 | 39,2 | 319   |
|        | Conservatore                          | 10.462.565 | 35,8 | 277   |
|        | Liberale                              | 5.346.704  | 18,3 | 13    |
|        | Nazionale Scozzese                    | 839.617    | 2,9  | 11    |
|        | Unionista dell'Ulster                 | 256.065    | 0,9  | 6     |
|        | Plaid Cymru                           | 166.321    | 0,6  | 3     |
|        | Social Democratico e Laburista        | 154.193    | 0,6  | 1     |
|        | Fronte Nazionale Britannico           | 113.843    | 0,4  | -     |
|        | Progressista Unionista di Avanguardia | 92.262     | 0,3  | 3     |
|        | Unionista Democratico                 | 59.451     | 0,3  | 1     |
|        | Altri                                 | 241.004    | 0,7  | 1     |
| Totale | Totale                                | 29.189.104 | 100  | 635   |